# Tomina
Tomina falu Bosznia-Hercegovinában, a Bosznia-hercegovinai Föderáció Una-Szanai kantonjában, Sanski Most községben. 

## Fekvése
Bosznia-Hercegovina északnyugati részén, Bihácstól légvonalban 69, közúton 94 km-re keletre, Sanski Most központjától 8, közúton 10 km-re délre fekvő sík területen, a termékeny Szanai-síkság (Sansko polje) déli részén, a Szana-folyó jobb partján fekszik. 

## Népessége
| Nemzetiségi csoport | Népesség 1991 | Népesség 2013 |
| ------------------- | ------------- | ------------- |
| Szerb               | 715           | 105           |
| Bosnyák             | 708           | 999           |
| Horvát              | 3             | 0             |
| Jugoszláv           | 8             | 0             |
| Egyéb               | 79            | 3             |
| Összesen            | 1513          | 1107          |

## Története
Donja Prisjeka nevű településrészén az őskorban, majd a késő ókorban használt erődítmény maradványai találhatók. Egy másik ókori erődített település maradványa is megtalálható itt. Arif vára egy 311 méteres magaslaton található római erőd volt.
Az oszmán uralom alatt ez a település az ún. Džisri-Sana-i kapitányság központja volt. Hamdija Krešeljaković történész a következőket írta róla: „Tomina falu, amelyet Palankának is neveznek, ma Sanski Mosthoz tartozik, és 1851-ig a Kamengradi kadiluk része volt.” Egy híd volt itt a Szana-folyón. Ezt a hidat a török dokumentumokban mindig is „Đisri-Sana” néven nevezték. A híd mellett egy négyszögletes, négyemeletes torony állt, melyet régen Miralim bég tornyának hívtak. Tominában a Szana-hidat a 18. században egy százados őrizte több száz katonával. A kapitányok a 19. század első évéig Kurbeg kapitány leszármazottai a Kurbegovićok voltak, akik a hagyomány szerint Knin eleste után érkeztek a településre. Egy osztrák kém jelentéséből a 18. század második feléből kiderül, hogy a toronynak négy vaságyúja volt. Mivel a szomszédos Kamicak vára a Ključi kapitánysághoz tartozott, Vakuf (a mai Sanski Most) pedig a környező falvakkal együtt már a Kamengradi kapitányság része volt, a Džisri-Szanai kapitányságnak nagyon kicsi területe volt. A kapitányság 1835-ben szűnt meg, amikor utolsó kapitánya, Hasszán Csekics bég Sanski Mostba költözött. Miralim bég tornya 1934-ig maradt fenn, amikor lebontották.
Tomina 1878-ig volt az Oszmán Birodalom része, majd osztrák-magyar uralom alá került. Az első osztrák-magyar népszámláláskor 1879-ben 497 lakosából 126 muszlim és 371 ortodox szerb volt. 1895-ben a tominai muszlim gyülekezethez a következő települések muszlim hívei tartoztak: Čaplje (Čaplje Donje, Čaplje Gornje, Čaplje Srpsko,Johovac, Kazić-Brdo és Sastavci), Ilidža (Glamočani, Ilidža, Kremenac és Tošići), Kijevo (Kijevo Polje, Kijevo Srpsko, Kijevo Tursko és Riječani), Kruhari (Glamočnica, Greda, Kruhari és Kruharuša), Lužani és Tomina (Glamočani, Lug, Mikači, Popovići, Tomina és Vujnovići).
1910-ben 844 lakosa volt. 1918-ban az Osztrák–Magyar Monarchia széthullásával Jugoszlávia része lett. A falu iskolája 1919-ben a helyi ortodox parókián nyílt meg. 1941-ben vegyes szerb-muszlim lakosságú volt. A szerb lakosság száma akkor esett vissza, amikor 1995-ben a Sana’95 offenzíva során a bosnyák kormánycsapatok visszafoglalták a falut a szerbektől és a távozó szerb csapatokkal a szerb lakosság is elmenekült. A háború után közülük csak kevesen tértek vissza. Az elmenekült szerbek helyére a háború után főként muszlimok érkeztek.
A tominai muszlim gyülekezetnek 200 háztartása van. A kupolával fedett mecset két minarettel rendelkezik. Eredetileg 1935-ben épült, a második mecsetet pedig 1974-ben építették. A boszniai háború idején a mecsetet 1992. július 17-én a szerbek teljesen lerombolták, 1997. július 25-én született döntés arról, hogy a lerombolt alapjaira új mecsetet építenek. Az új mecsetet 2003. július 27-én hivatalosan is megnyitották. A mecsetben az imádkozási terület mellett mosdó, teakonyha, irodarészleg, könyvtár és iskolarészleg is található. A mecsetet a gyülekezet saját forrásból, a Sanski Most-i majlis és a Sanski Most-i önkormányzat jelentős közreműködésével építette. Az állandó imám szolgálatot a tominai gyülekezetben a következő imámok végezték: Muharem Handanović-Šošo, Latif Bećirević, Alija Henjak, Asim Zvekić, Derviš Smajić, Hikmet Kaltak és Mirsad Spahić efendi, aki 1999 óta látja el az imámi szolgálatot.

## Nevezetességei
- Gradina – ókori erődítmény maradványai. A lelőhely egy különálló, kisméretű platón található, melyet meredek lejtők vesznek körül. A plató nagysága 70x50 méter, de a kultúrréteg erősen erodálódott. Korát a késő bronzkorra és a kora vaskorra teszik.[8]

- Tomina – Palanka, Miralim bég tornyának maradványai. A középkori török erőd egy alacsony dombon állt. A török korban Miralim bég utasítására átépítették és bővítették. 1918-ben súlyosan megrongálódott. 1930-ban megvásárolta a helyi muszlim gyülekezet és mecsetet épített ide. Mára csupán az alapfalai maradtak fenn.[8]

- A falu első mecsete 1935-ben épült, ez azonban a második világháborúban elpusztult. 1974-ben új mecsetet építettek, ezt 1992-ben a szerbek rombolták le. A mai mecsetet 2003-ban nyitották meg.